# インセイン郡区
インセイン郡区 (ビルマ語: အင်းစိန် မြို့နယ်、英語: Insein Township) は ミャンマー ヤンゴン市 ヤンゴン北部県にある郡区。郡区は21の小区（Ward）によって構成される。郡区の北はシェピタ郡区、西はラインタヤ郡区、東と南はミンガラドン郡区に接する 。郡区内には、有名なインセイン刑務所があることで知られ、数千人の政治犯が収容されている。

## 歴史
ヤンゴン市中心から30km以上も離れているインセインは1980年代にヤンゴン市に編入されたもの、市街からは遠くは離れていた。しかし、1990年代にはいるとヤンゴン市は急速に市街地域を拡大し、インセインを含む郊外市街地を形成していった。
インセインの名はモン族の言葉で、かつてのインヤー湖の名であった「尊い湖」を意味する「アチン」から名づけられた。
インセインはさらに1948年1月の宗主国であったイギリスとの独立戦争時の有名な戦場でもある。1949年1月にはヤンゴン奪取とビルマ政府の打倒を目指すカレン部隊の最前線にもなった。

## 教育
インセイン郡区には、小学校33校、中学校10校、高等学校5校がある。さらに、カレンバプテスト神学校、ミャンマー神学大学、ヤンゴン医療補助科学大学、ヤンゴン工科大学などが立地する。

## 医療
インセイン総合病院が郡区の基幹病院となっている。

## 主な建築物
ヤンゴン市開発委員会が保全しているインセイン郡区の建築学的重要な建物、建築物は以下の通り。
| 建築物                            | 種類     | 所在地                        | 記 |
| --------------------------------- | -------- | ----------------------------- | -- |
| ミャンマー畜産獣医科学大学 本部棟 | 事務所   |                               |    |
| インセイン第1基礎教育高等学校     | 学校     | バホ通り 第4 （ミンジー通り） |    |
| 犯罪捜査局(CID)                   | 事務所   | ローワー・ミンガラドン通り    |    |
| 政府工科大学（GTI）               | 単科大学 | ローワー・ミンガラドン通り    |    |
| インセイン総合病院                | 病院     | バホ通り 第4 （ミンジー通り） |    |
| ミャンマー神学大学                | 単科大学 | ヤンゴン=インセイン通り       |    |
| スー・パウン・ヨン事務所施設      | 事務所   | バホ通り 第4 （ミンジー通り） |    |